# 8-й всероссийский чемпионат по тяжёлой атлетике
8-й всероссийский чемпионат по тяжёлой атлетике прошёл 17-18 февраля 1904 года в Санкт-Петербурге на арене Атлетического общества. В соревнованиях приняли участие четыре спортсмена из двух городов. Атлеты соревновались без разделения на весовые категории. Участники соревновались в трёх тяжелоатлетических дисциплинах (жим, рывок и толчок), каждое из которых выполнялось левой и правой руками. Победитель определялся по сумме мест во всех упражнениях, без подсчёта итоговой суммы.
| Место | Участник      | Город           | Рывок (кг) | Рывок (кг) | Жим (кг) | Жим (кг) | Толчок (кг) | Толчок (кг) |
| ----- | ------------- | --------------- | ---------- | ---------- | -------- | -------- | ----------- | ----------- |
| Место | Участник      | Город           | правой     | левой      | правой   | левой    | правой      | левой       |
| 1     | Иван Заикин   | Царицын         | 61,4       | 61,4       | 98,2     | 98,2     | 77,8        | 69,6        |
| 2     | Артур Элкснит | Санкт-Петербург | 53,2       | 53,2       | 69,6     | 65,5     | 73,7        | 81,9        |
| 3     | Пётр Кипник   | Санкт-Петербург | 71,2       | 65,5       | 53,2     | 49,1     | -           | -           |